# Mjøsa
Il Mjøsa è il più grande lago norvegese. È situato nella parte meridionale della Norvegia, circa 100 km a nord di Oslo, nel distretto norvegese di Gudbrandsdalen. Il suo maggiore immissario è il fiume Gudbrandsdalslågen da nord e il suo emissario è il fiume Vorma verso sud.

## Descrizione
Il lago è lungo da nord a sud circa 117 km e, vicino ad Hamar, nel suo punto più largo misura 15 km. Copre un'area di 365 km² e un volume di circa 56 km³. Normalmente la superficie si trova a 123 metri di altitudine e il suo punto più profondo è di 468 metri. La costa si sviluppa per 273 km. Negli anni 1858, 1911, 1947 e 1965 vennero costruite delle dighe sul fiume Vorma che ne aumentarono il livello di circa 3,6 metri. Inoltre negli ultimi 200 anni si sono verificate circa 20 alluvioni che ne hanno aumentato il livello di altri 7 metri. Molte di queste alluvioni hanno anche fatto inondare la città di Hamar.
Sulle sue rive si sviluppano le città di Hamar, Gjøvik e Lillehammer. Eccetto un piccolo numero di barche da diporto e il battello Skibladner non esiste traffico navale sul lago. L'isola più grande del lago è Helgøya.
Nel 1975 sulle sue rive si è tenuto il 14º Jamboree mondiale dello scautismo, al quale hanno partecipato oltre 17.000 scout da 91 paesi.